# وشویلی
وشویلی (به چکی: Vševily) یک منطقهٔ مسکونی در جمهوری چک است که در شهرستان پرژیبرام واقع شده‌است.